# Hernialde
Hernialde ist eine Gemeinde (Municipio) in der Provinz Gipuzkoa im spanischen Baskenland. Sie hat 318 Einwohner (Stand: 2024). 

## Geografie
Hernialde liegt etwa 75 Kilometer ostsüdöstlich von Bilbao und 18 Kilometer südsüdwestlich von der Provinzhauptstadt Donostia-San Sebastián in einer Höhe von ca. 300 m.

## Bevölkerungsentwicklung
| 1900 | 1950 | 1970 | 1981 | 1991 | 2001 | 2011 | 2021 |
| ---- | ---- | ---- | ---- | ---- | ---- | ---- | ---- |
| 331  | 354  | 327  | 264  | 287  | 286  | 359  | 321  |

## Sehenswürdigkeiten

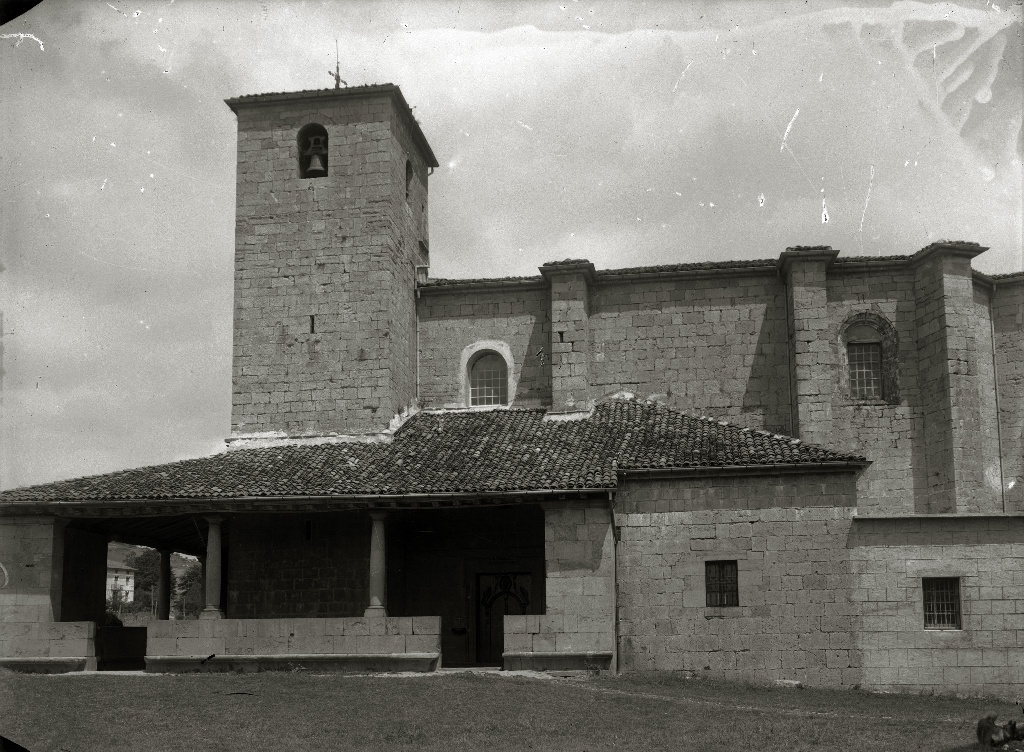
Kirche Mariä Himmelfahrt
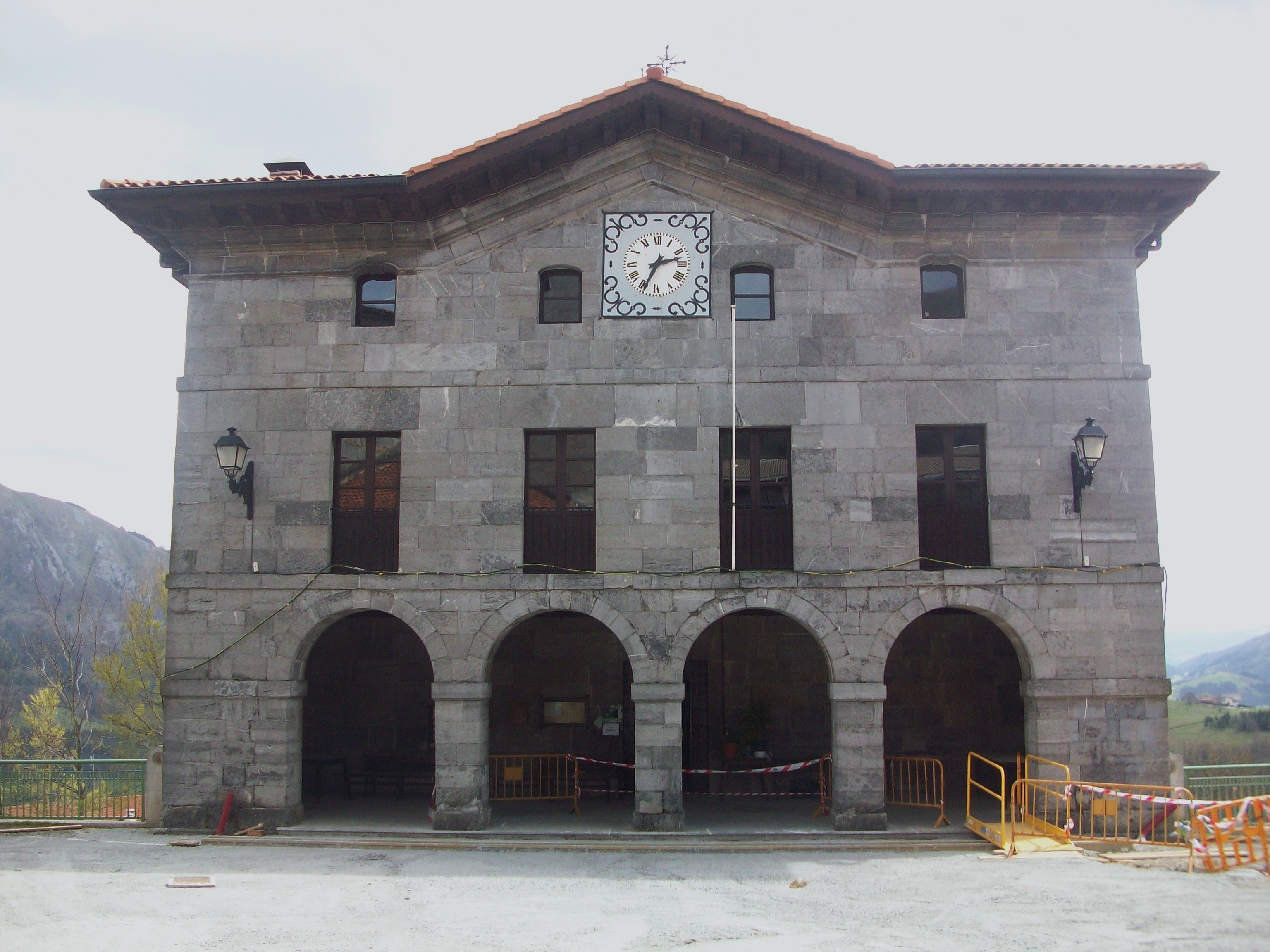
Rathaus

- Kirche Mariä Himmelfahrt
- Rathaus